# Rádio Itaí
Rádio Itaí é uma estação de rádio brasileira, com estúdios em Porto Alegre, no estado do Rio Grande do Sul. Opera em AM, na frequência 880 kHz, a partir de transmissores instalados em Eldorado do Sul, na Grande Porto Alegre. É emissora própria da Rede Deus é Amor, pertencente à Igreja Pentecostal Deus é Amor, e transmite programação religiosa 24 horas por dia.

## História
A Rádio Itaí AM foi inaugurada em 8 de março de 1952 por Marino Esperança, ex-corretor de anúncios da Rádio Gaúcha. Inicialmente com o prefixo ZYU 33, possuía o estúdio instalado em um edifício na Rua dos Andradas, no Centro Histórico de Porto Alegre, e transmissores instalados em Guaíba.
Ao contrário de suas antecessoras, a Itaí não chegou anunciando mudanças significativas na radiodifusão local. Surgiu quase como uma coadjuvante, num mercado de razoável a bom para quem tinha condições de contratar os principais artistas locais, ou de trazer os grandes nomes do rádio e da indústria fonográfica do centro do país. Em 1966, Lorenzo Gabellini se tornou diretor da rádio em 1966, e a emissora começou a liderar a audiência, superando as tradicionais Rádio Gaúcha e Rádio Farroupilha. Vários radialistas como Sérgio Zambiasi, Marne Barcelos, Darcy Reis Nunes, Luiz de Oliveira Betat e Vergara Marques passaram pela Rádio Itaí. Em 1972, a Itaí foi a primeira estação de rádio do Rio Grande do Sul a transmitir em FM, operando inicialmente em 101.5 MHz e logo depois, em 95.7 MHz.

Em 1983, após uma crise interna na emissora e queda de audiência e faturamento, a Rádio Itaí foi vendida para a Igreja Pentecostal Deus é Amor, que passou a adotar a programação religiosa que perdura até hoje.